# Drosophila krimbasi
Drosophila krimbasi este o specie de muște din genul Drosophila, familia Drosophilidae, descrisă de Tsacas în anul 1985.
Este endemică în Kenya. Conform Catalogue of Life specia Drosophila krimbasi nu are subspecii cunoscute.